# Ronde van Madrid 2007
De Ronde van Madrid 2007 was de 21e editie van deze wielerwedstrijd die als meerdaagse koers werd verreden in de Autonome Regio Madrid in Spanje. Het algemeen klassement werd gewonnen door Manuel Lloret, Ángel Vicioso won het puntenklassement, Antonio Olmo het bergklassement en Spiuk-Extremadura het ploegenklassement. Deze wedstrijd maakt deel uit van de UCI Europe Tour 2007. 

## Etappe-overzicht
| Etappe    | Datum   | Start                      | Finish                     | afstand      | Winnaar       | Ploeg                  | Leider        |
| --------- | ------- | -------------------------- | -------------------------- | ------------ | ------------- | ---------------------- | ------------- |
| 1e etappe | 18 juli | Valdelaguna                | Valdelaguna                | 148,3 km     | Ángel Vicioso | Relax-GAM              | Ángel Vicioso |
| 2e etappe | 19 juli | Fuentidueña de Tajo        | Belmonte de Tajo           | 21,0 km (IT) | Manuel Lloret | Fuerteventura-Canarias | Manuel Lloret |
| 3e etappe | 20 juli | San Sebastián de los Reyes | San Sebastián de los Reyes | 127,5 km     | Ángel Vicioso | Relax-GAM              | Manuel Lloret |
| 4e etappe | 21 juli | Colmenar Viejo             | Colmenar Viejo             | 136,3 km     | Javier Moreno | Spiuk-Extremadura      | Manuel Lloret |
| 5e etappe | 22 juli | Madrid                     | Madrid                     | 97,2 km      | Jesús Pérez   | Cinelli-Endeka -OPD    | Manuel Lloret |

## Eindklassement
| Ronde van Madrid 2007 |                |                        |           |
| Plaats                | Naam           | Ploeg                  | Tijd      |
| Gele trui             | Manuel Lloret  | Fuerteventura-Canarias | 12u33'28" |
| 2                     | Ángel Vicioso  | Relax-GAM              | +00' 19"  |
| 3                     | Carlos Castaño | Karpin-Galicia         | +00' 36"  |
| 4                     | Rodrigo García | Fuerteventura-Canarias | +00' 41"  |
| 5                     | Pedro Romero   | Spiuk-Extremadura      | +00' 44"  |
| 6                     | Sergio Escobar | Grupo Nicolas Mateos   | z.t.      |
| 7                     | Jaume Rovira   | Viña Magna-Cropu       | +00' 56"  |
| 8                     | Aarón Villegas | Orbea-Oreka S.D.A.     | +01' 21"  |
| 9                     | Josu Mondelo   | Spiuk - Extremadura    | +01' 25"  |
| 10                    | Pablo de Pedro | Grupo Nicolas Mateos   | +01' 46"  |